# Partida de la Grassa
La Partida de la Grassa és una partida de terra del terme de Reus (Baix Camp) que ocupa una bona extensió del territori entre la Riera de la Quadra i el Rec de la Grassa, que forma límit de terme amb Constantí. Al nord té per límit el Camí de Valls, avui convertit en la carretera de San Ramon en aquest tram, i al sud limita amb el Camí Vell de Constantí. Hi ha algunes masies habitades i alguna d'important, com el Mas de la Condesa. Té a ponent el Burgaret, al nord El Burgar, des d'on s'hi arriba pel camí de la Grassa, i al sud Quart, en el sector ocupat pel Camp d'Aviació. Havia format part del Territori de Tarragona.
El Rec de la Grassa és un rec d'obra per on baixava l'aigua de la mina de la Grassa. Venia del Burgar i anava fins més avall del Camp d'Aviació. Alguns documents cinccentistes parlen ja d'aquest rec, que també tenia el nom de rec de Constantí. Passa vora el Mas del Nadal i el Mas del Ganso.